# La Main d'écorché
La Main d'écorché est une nouvelle fantastique de Guy de Maupassant parue en 1875.

## Historique
La Main d’écorché fut initialement publiée dans L'Almanach lorrain de Pont-à-Mousson de l’année 1875 sous le pseudonyme Joseph Prunier.
Cette nouvelle fantastique est considérée comme la première de Guy de Maupassant ; elle fut publiée grâce à son ami Léon Fontaine dont le cousin dirigeait L'Almanach. Elle est inspirée par une visite chez le poète anglais Algernon Swinburne. Des éléments de La Main d'écorché seront repris dans la nouvelle La Main parue en 1883.

## Résumé
Lors d’une soirée entre étudiants, Pierre B., un ami d’enfance du narrateur, raconte comment il a acquis la main écorchée d’un criminel célèbre du XVIIIe siècle. L’homme avait tué sa femme et le curé qui les avait mariés, et avait été supplicié après maints autres délits.
Le lendemain, le narrateur visite son ami et constate qu’il a pendu la fameuse main à la sonnette de son appartement. Quand son propriétaire exige qu’il retire cette charogne, Pierre la place dans son alcôve.
Dans la nuit, le narrateur est réveillé par le domestique de son ami, ce dernier est au plus mal, il faut aller le visiter. Quand il arrive, la police et les médecins sont déjà là : « Il n’était pas mort mais il avait un aspect effrayant [...]. Il portait au cou les marques de cinq doigts qui s'étaient profondément enfoncés dans la chair ». La main d’écorché a disparu.
Sept mois plus tard, Pierre meurt fou dans un hospice. Ses dernières paroles sont « Prends-la ! prends-la ! Il m'étrangle, au secours, au secours ! » Le narrateur accompagne le corps de son ami en Normandie où il doit être enterré. En creusant la tombe, les fossoyeurs découvrent la sépulture d’un homme dont la main, coupée, se trouve à son côté.

## Édition française
- La Main d'écorché, dans Misti, recueil de vingt nouvelles de Maupassant, Éditions Albin Michel, Le Livre de poche n° 2156, 1967.
- « La Main d’écorché », Maupassant, contes et nouvelles, texte établi et annoté par Louis Forestier], Bibliothèque de la Pléiade, éditions Gallimard, 1974  (ISBN 978 2 07 010805 3).